# Michele VI Bringa
Michele VI Bringa (in greco Μιχαήλ ΣΤ΄ Βρίγγας?, Mikhaēl VI Bringas; ... – 1059) è stato un imperatore bizantino.
Fu basileus dei Romei (Imperatore d'Oriente) dal settembre 1056 fino al 31 agosto 1057.
Dopo esser stato adottato dalla basilissa Teodora Porfirogenita, salì al trono alla morte di quest'ultima, della quale era sovrintendente alle finanze militari (logothetēs toū stratiōtikou, greco: λογοθέτης τοῦ στρατιωτικοῦ) circostanza che spiega il suo soprannome, Stratiotico o Gerota.

## Biografia
Parente del cortigiano Giuseppe Bringa, che aveva servito l'impero prima come ammiraglio e poi ciambellano di corte, rispettivamente durante il regno di Costantino VII e Romano II, Michele apparteneva all'aristocrazia della capitale ed era membro della corte. Null'altro è noto della sua vita fino al momento in cui Teodora Porfirogenita, alla morte di Costantino IX, divenne imperatrice regnante e attribuì a Michele l'incarico di ministro delle finanze militari (logothetēs toū stratiōtikou, greco: λογοθέτης τοῦ στρατιωτικοῦ).
Michele tenne l'incarico per i successivi 21 mesi quando, agli inizi di settembre del 1056, l'ormai morente imperatrice, su impulso del primo ministro Leone Paraspondilo, lo adottò come suo figlio e successore; pochi giorni dopo l'imperatrice morì e Michele salì al trono come Michele VI.
Dopo essere sopravvissuto ad una cospirazione organizzata da Teodosio Monomaco, nipote dell'ex imperatore Costantino IX, Michele tentò di continuare la politica accentratrice ed assolutista del suo predecessore, l'imperatrice Teodora, ma senza possederne il carisma né l'energia e presto si alienò i consensi della potente aristocrazia militare anatolica. Infatti, all'ascesa al trono, Michele acconsentì a richiamare l'etnarca Niceforo Briennio che Teodora aveva inviato al confino ma rifiutò di consegnargli i beni sequestrati, ne respinse anche pubblicamente le rimostranze e lo spedì in Cappadocia con una divisione di 3.000 soldati: Briennio, oltraggiato, cominciò a complottare con altri aristocratici anatolici per rovesciare Michele.
Poco dopo, dunque, gli eserciti dell'Anatolia si sollevarono sotto la guida di Isacco Comneno il quale fu proclamato imperatore nella Paflagonia l'8 giugno 1057; il debole Michele VI perse immediatamente animo ma non l'aristocrazia di corte e la burocrazia che cercarono di difendere le loro posizioni di potere e fecero pressioni sull'imperatore affinché inviasse un esercito a reprimere la rivolta. Tuttavia, nella battaglia di Petroe, presso Nicea, l'esercito dei ribelli ebbe la meglio sulle truppe governative ed Isacco fu in grado di aprirsi la strada verso Costantinopoli; a questo punto, Michele VI, attraverso Michele Psello, offrì ad Isacco il titolo di kaisar, acconsentì ad adottarlo come figlio ed erede e, privatamente, gli offrì la posizione di co-imperatore. In ogni caso, prima che Isacco potesse accettare o rifiutare le proposte, la popolazione di Costantinopoli si ribellò in favore di Isacco e Michele VI, convinto dal patriarca Michele Cerulario, abdicò in favore di Isacco stesso il 31 agosto, 1057 e divenne monaco; morì due anni dopo, nel 1059.